# Xavier de Bétera
Xavier Benedito Casanoves, més conegut com a Xavier de Bétera és un jove cantaor de cant valencià d'estil.
Amb 7 anys va començar el seu aprenentatge de la mà de Vicent Izquierdo, el Naiet de Bétera i s'endinsa en el folk per primera vegada a la Fira Mediterrània de Manresa l'any 2012. El cant d'estil ha estat present sempre a l'àmbit familiar; de fet, l'avi de Xavier era nebot de Joan Casanoves Xiquet de Bétera. Llicenciat en Comunicació Audiovisual, supera l'any 2014 el Màster Universitari de Música a la Universitat Politècnica de València i des de l'any 2015 és el primer professor de cant valencià en Conservatori Professional de Música “José Manuel Izquierdo” de Catarroja.

## Discografia
- Home Romancer (Mes de mil, 2015) amb Pep Gimeno Botifarra, Hilari Alonso i Naiet Cirerer[4]
- Empremptes (Temps record, 2019)[5]